# Bruno Siemers
Bruno Siemers (* 28. Dezember 1911 in Kiel; † 3. September 2006) war ein deutscher Journalist und Diplomat.

## Leben
Von 1931 bis 1936 studierte er Geschichte, Sozialökonomie und Verfassungsrecht in Straßburg und Kiel. Nach der Promotion in Kiel 1937 arbeitete er von 1936 bis 1938 für das Deutsche Nachrichtenbüro Berlin. 1938/39 war er Auslandsberichterstatter für Wirtschaftsfragen und Presseattaché in Ottawa. Von 1939 bis 1942 war er stellv. Pressereferent an der Deutschen Botschaft in Washington, später Presseabteilung des Auswärtigen Amts. Von 1942 bis 1944 leistete er Militärdienst. 1944/45 war er Legationsrat im Auswärtigen Amt. Nach Gefangenschaft 1945/46 und der Habilitation 1948 war er von 1948 bis 1951 Professor in Kiel. Von 1951 bis 1956 arbeitete er bei American Machine & Foundry Company New York. 1953 nahm er die US-amerikanische Staatsbürgerschaft an. 1959 kehrte er nach Deutschland zurück.

## Schriften (Auswahl)
- Japans Eingliederung in den Weltverkehr 1853–1869. Berlin 1937.
- Japans Aufstieg 1868–1880. Berlin 1938.
- Japans Kampf gegen den USA.-Imperialismus. Ein Abriss der japanisch-US-amerikanischen Beziehungen 1854–1942. Berlin 1943.
- Die Vereinigten Staaten und die deutsche Einheitsbewegung. Wiesbaden 1954.